# Dirk Schlächter
Dirk Schlächter (ur. 15 lutego 1965 roku w Bad Nauheim) – niemiecki basista rockowy.
Muzyką zaczął interesować się w wieku 8 lat, kiedy zaczął uczęszczać do szkoły muzycznej. Jego pierwszym zespołem był Blue Life. W późniejszym okresie stworzył Sold Out oraz Louis Glover House Band. W 1989, podczas studiów muzycznych, poznał Kaia Hansena (założyciela Gamma Ray). Swoje występy w tym zespole zaczął jako basista, jednak w 1991 pokazał się jako gitarzysta. Ostatecznie, w 1996 roku, powrócił do gry na gitarze basowej i gra na niej do dziś. Udziela się także jako klawiszowiec – głównie podczas koncertów zespołu Freedom Call.